# سان چیپیرلو
سان چیپیرلو (به ایتالیایی: San Cipirello) یک کومونه در ایتالیا است که در استان پالرمو واقع شده‌است. سان چیپیرلو ۲۰٫۹ کیلومتر مربع مساحت و ۵٬۲۰۱ نفر جمعیت دارد و ۳۹۴ متر بالاتر از سطح دریا واقع شده‌است.

## خواهرخوانده
شهر لوچرا خواهرخواندهٔ سان چیپیرلو هست.